# 10 položek a méně
10 položek a méně (v anglickém originále 10 Items or Less) je americký dramatický film z roku 2006. Režisérem filmu je Brad Silberling. Hlavní role ve filmu ztvárnili Morgan Freeman, Paz Vega, Kumar Pallana, Jonah Hill a Anne Dudek.

## Obsazení
| Morgan Freeman    | Him        |
| Paz Vega          | Scarlet    |
| Kumar Pallana     | Lee        |
| Jonah Hill        | Packy      |
| Anne Dudek        | Lorraine   |
| Bonny Cannavale   | Bobby      |
| Alexandra Berardi | Mop Lady   |
| Jim Parsons       | recepční   |
| Danny DeVito      | Big D      |
| Rhea Perlman      | Paní Big D |